# E844号線
E844号線 (E844ごうせん、英: European route E844) は、欧州自動車道路のBクラス幹線道路。全線がイタリアにあり、スペッツァーノ・アルバネーゼ – シーバリを結ぶ。

## 経路

### 経過する主要都市
- イタリア
  - E45号線 – スペッツァーノ・アルバネーゼ
  - E90号線 – シーバリ(カッサーノ・アッロ・イオーニオの分離集落)